# 范布倫鎮區 (阿肯色州克勞福德縣)
范布倫鎮區（英語：Van Buren Township）是位於美國阿肯色州克勞福德縣的一個行政鎮區。

## 地方資料
范布倫鎮區的面積為157.50平方千米，當中陸地面積為147.94平方千米，而水域面積為9.56平方千米。根據2010年美國人口普查的數據，當地共有人口29194人，而人口密度為每平方千米185.36人。